# Championnats du monde d'aviron 2008
Navigation
Munich 2007 Poznań 2009
Les Championnats du monde d'aviron 2008, 38e du nom, se sont déroulés du 22 au 27 juillet 2008 à Linz et Ottensheim, en Autriche en même temps que les Championnats du monde juniors d'aviron.
L'année 2008 étant une année olympique, ces Championnats du monde n'ont pas inclus les épreuves présentes aux Jeux olympiques de 2008.

## Podiums
| Épreuves            | Or | Or                  | Argent | Argent              | Bronze | Bronze              |
| Épreuves masculines | Épreuves masculines | Épreuves masculines | Épreuves masculines | Épreuves masculines | Épreuves masculines | Épreuves masculines |
| ------------------- | --- | ------------------- | --- | ------------------- | --- | ------------------- |
| M2+                 | Canada Gabriel Bergen (b) James Dunaway (s) Mark Laidlaw (c) | 7 min 06 s 69       | France Sébastien Lente (b) Benjamin Lang (s) Benjamin Manceau (c) | 7 min 08 s 64       | Australie Nick Baxter (b) Fergus Pragnell (s) Hugh Rawlinson (c) | 7 min 09 s 30       |
| LM1x                | Nouvelle-Zélande Duncan Grant | 6 min 52 s 38       | Pays-Bas Jaap Schouten | 6 min 52 s 73       | Grèce Ilias Pappas | 6 min 55 s 00       |
| LM4x                | Italie Franco Sancassani (b) Daniele Gilardoni (2) Stefano Basalini (3) Daniele Danesin (s)                                                                                 | 5 min 57 s 30       | France Rémi Di Girolamo (b) Jérémie Azou (2) Fabrice Moreau (3) Pierre-Étienne Pollez (s) | 5 min 57 s 56       | Allemagne Stephan Schad (b) Knud Lange (2) Felix Övermann (3) Michael Wieler (s) | 5 min 59 s 50       |
| LM2-                | Grèce Nikolaos Gkountoulas (b) Apóstolos Gountoúlas (s) | 6 min 40 s 92       | Italie Andrea Caianiello (b) Armando Dell'Aquila (s) | 6 min 42 s 88       | Serbie Goran Nedeljkovic (b) Miloš Tomić (s) | 6 min 45 s 25       |
| LM8+                | États-Unis Simon Carcagno (b) Andrew Bolton (2) Colin Farrell (3) Mike Altman (4) Patrick Todd (5) Will Daly (6) Thomas Paradiso (7) Matt Muffelman (s) Ned del Guercio (c) | 5 min 50 s 29       | Allemagne Matthias Veit (b) Marc Rippel (2) Johann-Sebastian Diemann (3) Jonas Schuetzeberg (4) Matthias Schoemann-Finck (5) Adrian Bretting (6) Olaf Beckmann (7) Axel Schuster (s) Martin Sauer (c) | 5 min 51 s 69       | Pays-Bas Pieter Rom Colthoff (b) Diederick van den Bouwhuijsen (2) Reinoud de Groot (3) Dennis Beemsterboer (4) Rutger Bruil (5) Jolmer van der Sluis (6) Maarten Tromp (7) Maarten de Boer (s) Ryan den Drijver (c) | 5 min 52 s 37       |
| Épreuves féminines  | |                     | |                     | |                     |
| W4-                 | Biélorussie Hanna Nakhayeva (b) Volha Shcharbachenia (2) Natallia Helakh (3) Yuliya Bichyk (s)                                                                              | 6 min 39 s 89       | États-Unis Karen Colwell (b) Stesha Carle (2) Sarah Trowbridge (3) Esther Lofgren (s) | 6 min 43 s 56       | Danemark Maria Pertl (b) Lisbet Jakobsen (2) Fie Graugaard (3) Lea Jakobsen (s) | 6 min 44 s 69       |
| LW1x                | Suisse Pamela Weisshaupt | 7 min 43 s 26       | Irlande Sinead Jennings | 7 min 43 s 81       | Croatie Mirna Rajle Brodanac | 7 min 47 s 15       |
| LW4x                | Australie Ingrid Fenger (b) Bronwen Watson (2) Miranda Bennett (3) Alice McNamara (s)                                                                                       | 6 min 36 s 41       | Pologne Monika Myszk (s) Magdalena Kemnitz (2) Weronika Deresz (3) Ilona Mokronowska (s) | 6 min 39 s 38       | États-Unis Elizabeth Peters (b) Wendy Tripician (2) Rebecca Smith (3) Hannah Moore (s) | 6 min 40 s 77       |

## Tableau des médailles par pays
| Rang  | Nation           | Or | Argent | Bronze | Total |
| ----- | ---------------- | -- | ------ | ------ | ----- |
| 1     | États-Unis       | 1  | 1      | 1      | 3     |
| 2     | Italie           | 1  | 1      | 0      | 2     |
| 3     | Australie        | 1  | 0      | 1      | 2     |
| 3     | Grèce            | 1  | 0      | 1      | 2     |
| 5     | Biélorussie      | 1  | 0      | 0      | 1     |
| 5     | Canada           | 1  | 0      | 0      | 1     |
| 5     | Nouvelle-Zélande | 1  | 0      | 0      | 1     |
| 5     | Suisse           | 1  | 0      | 0      | 1     |
| 9     | France           | 0  | 2      | 0      | 2     |
| 10    | Allemagne        | 0  | 1      | 1      | 2     |
| 10    | Pays-Bas         | 0  | 1      | 1      | 2     |
| 12    | Irlande          | 0  | 1      | 0      | 1     |
| 12    | Pologne          | 0  | 1      | 0      | 1     |
| 14    | Croatie          | 0  | 0      | 1      | 1     |
| 14    | Danemark         | 0  | 0      | 1      | 1     |
| 14    | Serbie           | 0  | 0      | 1      | 1     |
| Total | Total            | 8  | 8      | 8      | 24    |